# Primera División de Macao 2017
La Primera División de Macao 2017 es la temporada del torneo más importante de fútbol en Macao, desde su establecimiento en 1973.
El club SL Benfica de Macau, parte como campeón defensor tras haber obtenido su tercer título.

## Equipos

### Datos generales
| Club                    | Año de fundación | Patrocinador               | Posición última temporada |
| ----------------------- | ---------------- | -------------------------- | ------------------------- |
| Polícia                 | --               |                            | 7.ª                       |
| Cheng Fung              | 1988             |                            | Promovido                 |
| Lai Chi                 | 1988             | Curry Tip Restaurant       | 6.ª                       |
| Macao Sub-23            | 2005             |                            | Promovido                 |
| Tak Chun Ka I           | 1985             | Windsor Arch               | 2.º                       |
| Monte Carlo             | 1984             | DooGoo Street              | 4.º                       |
| Chao Pak Kei            | 2008             | Dalponte                   | 5.º                       |
| Kei Lun                 | 1996             | Korea Pavilion Restaurant  | 8.º                       |
| Benfica de Macau        | 1951             | Leonel Alberto Alves       | 1.º                       |
| Sporting Clube de Macau | 1926             | Banco Nacional Ultramarino | 3.º                       |

## Tabla de posiciones
| Pos | Equipo            | PJ | PG | PE | PP | GF | GC | Dif | Pts |
| --- | ----------------- | -- | -- | -- | -- | -- | -- | --- | --- |
| 01. | Benfica de Macao  | 13 | 11 | 2  | 0  | 64 | 03 | +61 | 35  |
| 02. | Monte Carlo       | 12 | 10 | 0  | 2  | 46 | 16 | +30 | 30  |
| 03. | Chao Pak Kei      | 12 | 10 | 0  | 2  | 35 | 10 | +25 | 30  |
| 04. | Kei Lun           | 13 | 7  | 1  | 5  | 37 | 24 | +13 | 22  |
| 05. | Cheng Fung        | 13 | 4  | 6  | 3  | 23 | 23 | +0  | 18  |
| 06. | Tak Chun Ka I     | 13 | 5  | 1  | 7  | 20 | 30 | -10 | 16  |
| 07. | Sporting de Macao | 13 | 3  | 2  | 8  | 10 | 35 | -25 | 11  |
| 08. | Polícia           | 13 | 2  | 3  | 8  | 08 | 29 | -21 | 9   |
| 09. | Lai Chi           | 13 | 1  | 2  | 10 | 10 | 53 | -43 | 5   |
| 10. | Macao Sub-23      | 11 | 1  | 1  | 9  | 09 | 39 | -30 | 4   |

Pts = Puntos; PJ = Partidos jugados; G = Partidos ganados; E = Partidos empatados; P = Partidos perdidos; GF = Goles anotados; GC = Goles recibidos; Dif = Diferencia de goles

(C) = Campeón.

Fuente:
|  | Copa AFC 2018 (Ronda preliminar)             |
|  | Descenso a la segunda división de Macao 2018 |